# Cappella di San Francesco Borgia dei Gesuiti
La cappella di San Francesco Borgia dei Gesuiti è una cappella conventuale che si trova all'interno della casa generalizia dei Gesuiti, all'altezza dei numeri civici 4 e 5 di Borgo Santo Spirito, nel rione Borgo di Roma. È l'unica cappella conventuale della città dedicata a san Francesco Borgia.

## Storia
Nel 1873, dopo che la Compagnia di Gesù fu espulsa dalla sua vecchia sede da parte del governo italiano (legge 19 giugno 1873, n. 1402), i professori gesuiti dovettero aspettare del tempo prima di avere una nuova sede ufficiale. Tra il 1927 circa e il 1929, nel Borgo, venne costruita la nuova curia generalizia della Compagnia da Giuseppe Gualandi.
Nel 2012, il padre gesuita Marko Ivan Rupnik, un famoso mosaicista, creò un'Annunciazione per la cappella, che venne riaperta dopo essere stata rinnovata.

## Descrizione
La cappella non è visibile dalla strada. La nuova curia generale dei gesuiti occupa due ali di cinque piani ciascuna che si incontrano ad angolo a destra della chiesa di Santo Spirito in Sassia. Lo stile si può dire di derivazione classicista, ma meno sobrio di altri edifici del periodo fascista. In cima all'entrata principale si trova un rilievo della Madonna con il Bambino realizzato in maiolica.
L'interno è semplice e tutto bianco, con il mosaico ammirevole di Rupnik che occupa un grande pannello curvo dietro l'altare maggiore, che va dal pavimento al soffitto.